# La Gryffe
La Gryffe — либертарный независимый книжный магазин, расположенный в седьмом округе Лиона. Открыт в 1978 году.

## История
La Gryffe работает в соответствии с либертарными принципами: самоуправление, разделение задач, совместное принятие решений на основе консенсуса.
Ассоциативный, свободный и независимый книжный магазин распространяет: книги, анархистскую прессу, а также альтернативные средства массовой информации.
Коллектив объединяет около 20 человек: молодых выпускников, пенсионеров, видных деятелей или опытных активистов из всех слоев общества. Среди известных основателей: Жорж Валеро, Мари-Луиза Массубре (Зизетт Марселла), Роджер Шамбар и Даниэль Колсон.
В финансовом отношении, книжный магазин работает с момента своего основания посредством продажи книг и членских взносов. Отсутствие наёмных работников и ограниченные фиксированные сборы позволяют собирать и распространять книги, не беспокоясь о коммерческих проблемах.
В дополнение к книжному магазину, ассоциация управляет библиотекой из нескольких тысяч книг, центром документации, комнатой для совещаний и конференций, что является объединяющим фактором для всех либертарных социалистов и, в более общем плане, альтернативной среды региона.
С 2011 года книжный магазин организует Salon des éditions libertaires (Салон либертарных изданий). Она также принимает участие в Salon Primevère de Lyon (Лионский салон примулы).